# Søværnets Skole
Søværnets Skole (SSK) er den eneste tilbageværende skole i Søværnet. Tidligere var der tre overordende uddannelsesinstitutioner i Søværnet: Søværnets Officersskole, Søværnets Sergent- og Grundskole og Søværnets Specialskole. Søværnets Officersskole er overflyttet til Forsvarsakademiet (FAK). Søværnets Sergent- og Grundskole og Søværnets Specialskole er sammenlagt og blevet til Søværnets Skole. Skolen er ansvarlig for grund-, videre- og efteruddannelse af personel af alle personelgrupper indenfor sømilitære fagområder. Skolen fungerer som en paraplyorganisation for seks underliggende centre (skoler) der hver især er ansvarlig for uddannelsen af personel indenfor deres speciale som dækker alle Søværnets behov:
- Center for Dykning (DYC), placeret på Holmen i København
  - På DYC bliver dykkere til Søværnets skibe, minedykkere og brandvæsenets pionerer uddannet og videreuddannet.
- Center for Skibssikkerhed (SIC), placeret  ved Hvims lige udenfor Aalbæk (se Nordjysk Brand- og Redningsskole)
  - På SIC uddannes eleverne indenfor FOST principper i brandslukning, røgdykning, havari og forureningsbekæmpelse.
- Center for Taktik (TAC), placeret på Flådestation Frederikshavn
  - TAC uddanner kursisterne i taktiske fag som kommunikation, navigation og søkrig.
- Center for Sømilitær Teknologi (CST), placeret på Holmen i København
  - På CST uddannes personalet i størstedelen af de tekniske og elektroniske systemer i Søværnet således det er muligt at betjene og reparere disse.
- Center for Sergent- og Maritim Uddannelse (SMC), placeret i Bangsbo i Frederikshavn
  - På SMC foregår Søværnets sergentuddannelser, Søværnets Basisuddannelse (SBU) samt efteruddannelser inden for redningsmidler, fartøjstjeneste, sanitet, håndvåben og maritime force protection.
- Center for Våben (VBC) på Sjællands Odde
  - På VBC lærer man betjening, vedligeholdelse og reparation af de fleste af Søværnets våbensystemer. Derudover huser VBC Værnsfælles Dronesektion (VFD), som er leveringsdygtig i flere forskellige droner, blandt andet sødroner, minidroner og undervandsdroner.